# Чаи
Чаи (XIII век до н. э.) — древнеегипетский чиновник во времена правления фараона Мернептаха (1224-1204 годы до н. э.). Занимал высокую должность Царского писца депеш Господина обеих земель (то есть в его ведении были все внешнеполитические вопросы.
Отец Чаи — писец Хаемчетри, мать Чаи была певицей бога Амона. Во времена правления Рамсеса II жил в Мемфисе, был секретарём его сына Мернептаха и одним из градоначальников. После того, как Мернептах взошёл на престол (1204 год до н. э.), переехал в город Пер-Рамсес, где занимал должность Царского писца депеш Господина обеих земель вплоть до самой смерти. Два раза был удостоен высокой награды для чиновников — «Золото почёта» — в виде массивного золотого ожерелья.
Был женат на двух женщинах из знатных египетских родов — Раи (была певицей Амона) и Небеттауи, последняя подарила ему наследника, который впоследствии дослужился до звания штандартоносца.
Гробница Чаи (выстроенная им при жизни) находится в некрополе Шейх Абд эль-Курна в Фивах (ТТ23), довольно близко от храма Хатшепсут. В гробнице находятся два «стоячих» скульптурных изображения Чаи (на обоих не сохранились лица), «сидячее» — вместе с членами семьи, фрески со сценами земной жизни, погребения и посмертного существования Чаи.